# Анхалт-Ашерслебен
Княжеството Анхалт-Ашерслебен (на немски: Fürstentum Anhalt-Aschersleben) е германска територия, съществувала от 1252 до 1315 г.
в днешната провинция Саксония-Анхалт, Германия. Столица бил град Ашерслебен.

## История
Княжеството се създава през 1252 г. чрез наследствена подялба на Княжеството Анхалт в Анхалт-Ашерслебен, Анхалт-Бернбург и Анхалт-Цербст.
След 63 години княжеската фамилия измира с Ото II през 1315 г. и княжеството е дадено на епископите от Епископство Халберщат. С него то попада през 1648 г. в Маркграфство Бранденбург. Господари са били князете на Анхалт-Ашерслебен от род Аскани.

## Князе на Анхалт-Ашерслебен
- 1252 – 1266 Хайнрих II Дебелия
- 1266 – 1305 Ото I
- 1266 – 1283 Хайнрих III (сърегент на брат си Ото I)
- 1305 – 1315 Ото II